# Устименко, Кирилл Петрович
Кирилл Петрович Устименко (род. 29 января 1999, Гомель) — российский хоккеист, вратарь.

## Биография
Уроженец Гомеля, начинал заниматься хоккеем в местной СДЮШОР-5. В 2011 году переехал в российский Санкт-Петербург, где занимался в школе «Форвард», а с 2014 года — в «Динамо». В сезонах 2016/17 — 2018/19 играл в молодёжной команде в МХЛ. В 2019 году провёл один матч за «Динамо» в ВХЛ.
На драфте НХЛ 2017 года был выбран в 3-м раунде под общим 80-м номером клубом «Филадельфия Флайерз». 1 мая 2019 года подписал с клубом трёхлетний контракт новичка. В сезоне 2019/20 играл за фарм-клубы «Филадельфии» «Лихай Вэлли Фантомс» (AHL) и «Рединг Ройалз» (ECHL). 2 октября 2020 года был арендован у «Филадельфии» «Гомелем». В сезоне 2021/22 вновь играл за «Лихай Вэлли Фантомс» и «Рединг Ройалз», перенёс несколько операций. 13 июля 2022 года подписал двухлетний двусторонний контракт с клубом КХЛ «Трактор». 26 декабря дебютировал в КХЛ. 22 июня 2023 соглашение было расторгнуто. Вскоре подписал контракт с «Витязем». Провёл 11 матчей за команду ВХЛ «Рязань-ВДВ», и 23 декабря соглашение было расторгнуто. 25 декабря перешёл в «Норильск».
Бронзовый призёр юниорского чемпионата мира 2017 года.